# Xu Nannan
Xu Nannan (en chino: 徐囡囡; Benxi, 16 de noviembre de 1978) es una deportista china que compitió en esquí acrobático, especialista en la prueba de salto aéreo.
Participó en tres Juegos Olímpicos de Invierno, obteniendo una medalla de plata en Nagano 1998, en el salto aéreo, el cuarto lugar en Turín 2006 y el decimosegundo en Salt Lake City 2002.

## Medallero internacional
| Juegos Olímpicos | Juegos Olímpicos | Juegos Olímpicos | Juegos Olímpicos |
| Año              | Lugar            | Medalla          | Competición      |
| ---------------- | ---------------- | ---------------- | ---------------- |
| 1998             | Nagano (Japón)   | Medalla de plata | Salto aéreo      |